# Sorex samniticus
Sorex samniticus är en däggdjursart som beskrevs av Giuseppe Altobello 1926. Sorex samniticus ingår i släktet Sorex och familjen näbbmöss. IUCN kategoriserar arten globalt som livskraftig. Inga underarter finns listade i Catalogue of Life. Det svenska trivialnamnet Kortsvansad näbbmus förekommer för arten.
Denna näbbmus förekommer på Apenninska halvön i Italien. Den lever i regioner mellan 300 och 1160 meter över havet. Arten vistas i buskskogar och i öppna skogar ofta nära vattendrag eller intill naturstensmurar.